# Mariage
Mariage – drugi album polskiego flecisty Ryszarda Borowskiego i towarzyszących mu muzyków jazzowych. Nagrania zarejestrowane zostały w 1998 podczas występu w  Jazz Club "Akwarium" w Warszawie. Płyta CD wydana została w 1999 przez wytwórnię Polonia Records.

## Muzycy
- Ryszard Borowski – flet
- Krzysztof Herdzin – fortepian
- Wojciech Pulcyn – kontrabas
- Grzegorz Grzyb – perkusja

## Lista utworów
| 1. | "Mignone" (tradycyjny)                             | 14:11   |
|    |                                                    |         |
| 2. | "Kleszczmy rękoma" (Mikołaj Gomółka, Psalmy)       | 11:54   |
|    |                                                    |         |
| 3. | "Walc" (Wojciech Pulcyn)                           | 9:04    |
|    |                                                    |         |
| 4. | "Hayducki" (tradycyjny, Tabulatura Jana z Lublina) | 12:28   |
|    |                                                    |         |
| 5. | "Prezencik" (Ryszard Borowski)                     | 11:26   |
|    |                                                    |         |
| 6. | "Saltarello" (tradycyjny)                          | 2:54    |
|    |                                                    |         |
| 7. | "Dobranoc Ci Anusieńku" (tradycyjny)               | 11:48   |
|    |                                                    |         |
|    |                                                    | 1:13:45 |
|    |                                                    |         |

## Informacje uzupełniające
- Produkcja – Stanisław Sobóla
- Inżynier dźwięku – Dariusz Szweryn
- Mastering – Tadeusz Mieczkowski
- Projekt okładki – Studio Jazz, Piotr Kalbarczyk